# Francis Dubois
Pour les articles homonymes, voir Dubois (patronyme).
Francis Dubois, né le 28 novembre 1961 à Liginiac (Corrèze), est un homme politique français. Il est député de la première circonscription de la Corrèze de juin 2022 à juin 2024.

## Biographie

### Formation et carrière professionnelle
Après avoir obtenu son baccalauréat en 1979 au lycée agricole Henri Queuille à Neuvic, Francis Dubois poursuit ses études dans le même établissement et obtient son brevet de technicien supérieur agricole en 1981. 
Après l’obtention de son diplôme, Francis Dubois devient technicien agricole (inséminateur échographiste) pour le groupe coopératif Altitude.

### Engagement politique

#### Engagement local
Francis Dubois est élu maire de la commune de Lapleau, en Corrèze, à la suite des élections municipales de 2001. Il est réélu maire lors des élections municipales de 2008 et 2014.
De juin 2001 à 2014, Francis Dubois est également le 1er vice-président de la communauté de communes de Ventadour - Égletons - Monédières. Le 23 août 2014, le président de la communauté de communes et maire d'Égletons, Michel Paillassou décède brusquement. Francis Dubois est alors élu président de la communauté de communes lors du conseil communautaire du 11 septembre 2014. Il est remplacé à la présidence de la communauté de communes lors du conseil communautaire du 29 juillet 2022 par Charles Ferré, maire d'Égletons. Il reste à cette date élu communautaire. 
Lors des élections municipales de 2020, Francis Dubois est candidat à sa réélection. Sa liste est élue dès le premier tour. Il est réélu maire de Lapleau par le conseil municipal le 28 mai 2020. À la suite de son élection en tant que député il démissionne, Sofia Barbosa lui succède à la tête de la mairie de Lapleau, Francis Dubois reste tout de même conseiller municipal de la commune.

#### Député de laXVIelégislature (2022-2024)
En 2022, lors des élections législatives, il se présente sous la bannière des Républicains, bien qu'il ne soit pas adhérent du parti. Il a comme suppléant le président du conseil départemental de la Corrèze Pascal Coste. Alors qu'il est en ballottage défavorable au premier tour, il est élu député au second tour avec 53,8 % des suffrages face à la candidate de la Nouvelle Union populaire écologique et sociale, Sandrine Deveaud.
Peu après sa prise de fonction, il intègre la commission des Affaires culturelles et de l'Éducation ainsi que la commission d'enquête visant à établir les raisons de la perte de souveraineté et d'indépendance énergétique de la France. Il devient aussi membre du groupe de travail chargé du suivi de la conservation et de la restauration de la cathédrale Notre-Dame de Paris.
En juillet 2022, Francis Dubois fait partie des députés LR qui ont déposé une proposition de loi pour inscrire l'interdiction de la gestation pour autrui dans la Constitution française,.
Durant l'été 2022, il adhère finalement au parti Les Républicains et soutient Éric Ciotti pour prendre la tête du parti en décembre 2022.
Début janvier 2023, il se positionne pour le port de l'uniforme à l'école ; alors que l'amendement est porté par le Rassemblement national, Francis Dubois, qui ne trouve « pas correct de refuser de voter un texte parce qu’il vient d’un autre groupe », se dit prêt à voter cette proposition. Le texte est finalement rejeté par l'Assemblée nationale.
Au sujet de la réforme des retraites, Francis Dubois estime le 6 février qu'une réforme doit être faite mais que « cette réforme arrive à un très mauvais moment pour les français ». Il critique aussi la méthode du gouvernement estimant qu'une réforme sur les retraites doit être faite dans d'autres conditions et mieux étudiée. Le député annonce ainsi qu'il votera contre cette réforme dans son état actuel,. En mars, il confirme son intention de voter contre, bien que le groupe LR se soit dit favorable à valider la réforme : « rien n’a pu être discuté à l’Assemblée [...] On s’est arrêté à l’article 2. Je suis parlementaire, je ne voterai pas des choses qui n’ont pas été débattues. »,. Le jour de vote, la Première ministre Élisabeth Borne annonce l’engagement de la responsabilité de son gouvernement sur le texte au titre de l’article 49 alinéa 3 de la Constitution afin de faire adopter définitivement le projet de loi. Le 17 mars, deux motions de censure sont déposées pour censurer le gouvernement et le projet de loi. Francis Dubois vote la motion de censure déposée par le groupe LIOT, contrairement à la ligne officielle de son parti. Finalement les motions de censures sont rejetées. En conséquence, le projet de loi est considéré comme définitivement adopté.
Lors de l'examen du projet de loi sur l'immigration en décembre 2023, il vote en faveur de la motion de rejet présentée par le groupe écologiste.
En décembre 2023, il quitte la commission des Affaires culturelles et de l'Éducation et rejoint la commission des Affaires économiques.
Le 9 juin 2024, le président de la République, Emmanuel Macron, décide de dissoudre l'Assemblée nationale après la lourde défaite de la liste Besoin d’Europe (Renaissance et ses alliés) aux élections européennes du 9 juin 2024. Francis Dubois perd donc son mandat de député.
Le président des Républicains Éric Ciotti annonce au journal de 13h de TF1 du 11 juin 2024 sa volonté d'une alliance avec le Rassemblement national. Francis Dubois critique très lourdement le choix d'Éric Ciotti : « je resterai fidèle à mes valeurs, même si cela doit me coûter mon poste de député, mais je préfère revenir à Lapleau plutôt que je bafoue mes valeurs. » Il annonce dans la foulée qu'il quitte le parti Républicains et rejoint le micro-parti de Xavier Bertrand, Nous France.
Il est de nouveau candidat aux élections législatives de 2024, où il affronte en particulier François Hollande, et reçoit le soutien du premier ministre Gabriel Attal, la majorité présidentielle ne présentant pas de candidat dans la circonscription.
Lors de ces élections législatives anticipées, il se présente sous la bannière Du courage, le micro-parti d'Aurélien Pradié. Comme en 2022, il a pour suppléant Pascal Coste. Lors du premier tour, Francis Dubois arrive en troisième position avec 28,6 % des voix derrière Maïtey Pouget (RN), qui récolte 30,89%, et François Hollande (PS, investi par le NFP), en tête avec 37,63%. Il fait le choix de se maintenir au second tour : « Nous sommes la seule droite capable de battre François Hollande. Voter Pouget, c'est faire élire François Hollande ». Il s'incline au second tour, en terminant troisième de la triangulaire, dont François Hollande est vainqueur.

### Actuels
- Conseiller communautaire de la communauté de communes de Ventadour - Égletons - Monédières depuis 2001 ;
- Maire de Lapleau depuis le 28 mars 2025 ;
- Conseiller municipal de Lapleau depuis le 18 mars 2001.

### Mandats passés
- Député français, élu dans la première circonscription de la Corrèze du 22 juin 2022 jusqu'au 9 juin 2024 ;
- Président de la communauté de communes de Ventadour - Égletons - Monédières du 11 septembre 2014  jusqu'au 29 juillet 2022 ;
- 1er vice-président de la communauté de communes de Ventadour - Égletons - Monédières de juin 2001 au 11 septembre 2014 ;
- Maire de Lapleau du 18 mars 2001 au 19 septembre 2022.